# Venke Knutson
Venke Knutson (Birkeland, 20 ottobre 1978) è una cantante norvegese.

## Discografia

### Album
- Scared (2003)
- Places I Have Been (2004)
- Crush (2007)

### Singoli
- Panic (11 agosto 2003)
- Scared (19 aprile 2004)
- Kiss (giugno 2004)
- In2u (dicembre 2004)
- Just a Minute (15 agosto 2005)
- Holiday (7 maggio 2007)
- Walk The Walk (2007)